# Acontia hieroglyphica
Acontia hieroglyphica là một loài bướm đêm trong họ Noctuidae.